# Абдуллаев, Сайгид Нухкадиевич
Абдуллаев, Сайгид (Сагид) Нухкадиевич (10 марта 1903, Муги — 1952) — даргинский писатель, лингвист. Член Союза писателей СССР с 1936 года.

## Биография
Родился 10 марта 1903 года в селе Муги (ныне Акушинский район Дагестана). Начальное образование ему дал отец, затем учился в медресе. Хорошо владел арабским языком, самостоятельно выучил русский.
В период Гражданской войны воевал в отрядах партизан, бился за установление в Дагестане Советской власти. После войны Сайгид устроился председателем окружного комитета крестьянской взаимопомощи.
В 1924 году поступил на педагогические курсы, после их окончания стал учителем в селении Леваши, позже заведовал школами и школами-интернатами в даргинских районах, проработал инспектором, а потом и заведующим районом.
В 1933 году Наркомпросом ДАССР был направлен в Махачкалу в Дагестанский институт национальной культуры, где он стал научным сотрудником, составлял русско-даргинский словарь, школьные программы, учебники, лингвистические труды, и при этом преподавал в пединституте.
Член Союза писателей СССР с 1936 года.
В годы Великой Отечественной войны С. Абдуллаев добровольно ушёл на фронт и получил боевые награды.

## Творчество
В 1925—1930 годах из под его пера вышли антирелигиозные стихи «Я верую», «Жалоба муллы», «Прочь, сорока». В 1948 году в Махачкале вышел его сборник «Фронтовые очерки» (дарг. Далуйти ва хабурти) о Великой Отечественной войне. В 1955 году вышел посмертный сборник произведений писателя «Избранное» (дарг. Чердикӏибти).
Из научных трудов многократно переиздавались «Русско-даргинский словарь» (1950) и фундаментальная «Грамматика даргинского языка. Фонетика и морфология» (впервые вышла в 1954 году, уже после смерти автора).
В 1930-е годы им была разработана учебная и делопроизводственная терминология даргинского языка, применяемая до сих пор.

## Неопубликованные работы
В фондах института национальных культур хранится семь рукописей С. Н. Абдуллаева:
- «Термины по делопроизводству» (1936)
- «О даргинском предложении» (1938)
- «Что даёт фольклор для изучения языка» (1948);
- «Материалы к словарю географических названий и этнонимов» (1949)
- «Фонетика даргинского языка»
- «Ударение в даргинском языке»
- «Словообразовательные суффиксы в даргинском языке» (1952)